# Rakutowo
Rakutowo – wieś w Polsce położona w województwie kujawsko-pomorskim, w powiecie włocławskim, w gminie Kowal.
| SIMC    | Nazwa     | Rodzaj    |
| ------- | --------- | --------- |
| 1034231 | Człapa    | część wsi |
| 1034248 | Czworaki  | część wsi |
| 0864189 | Rakutówek | część wsi |
| 1034716 | Uśmiaki   | część wsi |
| 1034722 | Wybranka  | część wsi |

Wieś królewska, położona w II połowie XVI wieku w powiecie kowalskim województwa brzeskokujawskiego, należała do starostwa kowalskiego W latach 1975–1998 miejscowość administracyjnie należała do województwa włocławskiego. Według Narodowego Spisu Powszechnego (III 2011 r.) liczyła 494 mieszkańców. Jest największą miejscowością gminy Kowal.
Rakutowo ma formę ulicówki położonej przy drodze wojewódzkiej nr 265 Brześć Kujawski-Kowal-Gostynin. Leży na skraju Gostynińsko-Włocławskiego Parku Krajobrazowego.
W Rakutowie znajduje się remiza OSP. Mleczarnia. Do 31 maja 2010 r. w miejscowości działała filia biblioteczna. Na zachodnim krańcu wsi położony jest cmentarz ewangelicko-augsburski z przełomu XIX i XX wieku.
Rakutowo istnieje prawdopodobnie od X wieku, a pierwsza wzmianka pochodzi z roku 1248. Od dawien dawna była to wieś rządowa zamieszkiwana w wieku XVIII i XIX w dużej części przez Niemców. Rakutowo liczyło 453 mieszkańców (2006 r.) i wraz z pobliskim Rakutówkiem (59 mieszkańców) tworzy sołectwo.
W Rakutowie urodził się Ryszard Baranowski (1920–2000), polski matematyk, fizyk, agronom, specjalizujący się w agrofizyce; nauczyciel akademicki związany z uczelniami we Wrocławiu i Opolu.